# إيرلز كورت (محطة مترو أنفاق لندن)
إيرلز كورت (بالإنجليزية: Earl's Court) هي إحدى محطات مترو أنفاق لندن. تقع على خط ديستريكت وبيكاديلي أفتتحت في المنطقة (Zone) رقم 1 و2 أفتتحت في 31 أكتوبر 1871 تغيير الموقع 1 فبراير 1878.